# Gyula Aggházy
Dans le nom hongrois Aggházy Gyula, le nom de famille précède le prénom, mais cet article utilise l’ordre habituel en français Gyula Aggházy, où le prénom précède le nom.
Gyula Aggházy ([ˈɟulɒ], [ˈɒkhaːzi], né le 20 mars 1850 à Dombóvár et mort le 23 mai 1919 à Budapest) est un peintre de genre hongrois et professeur de l'École des Beaux-Arts de Budapest, frère du pianiste et compositeur Károly Aggházy. Nombre de ses œuvres, de style naturaliste, sont aujourd'hui exposées à la Galerie nationale hongroise.

## Biographie
Dès son jeune âge, Gyula Aggházy a l'ambition d'être peintre, mais sa famille préfère qu'il suive des études musicales. Il termine le Conservatoire, et joue dans l'orchestre du Théâtre national de Budapest jusqu'au début des années 1870, mais dans le même temps il étudie également le dessin auprès du peintre Újházy Ferenc (en). En 1869 il se décide finalement à faire des études d'art à l'Académie de Vienne, tout en étant violoniste d'orchestre le soir dans un théâtre de la périphérie de Vienne. Il obtient une bourse d'État pour étudier à partir de 1872 à l'Académie de Munich, où il est l'élève de Sándor Wagner, puis en 1874 il part à Paris se former auprès de Mihály Munkácsy. Il peint alors des scènes de genre dans le style du naturalisme munichois.
En 1876, il rentre en Hongrie et s'installe dans la colonie d'artistes de Szolnok, puis en 1884 à la colonie d'artistes de l'Epreskert (en) à Budapest. Il enseigne à partir de 1887 à l'École d'art appliqué (Iparművészeti Főiskola), puis à partir de 1897 à l'École de dessin technique (Mintarajziskola, devenue en 1908 l'École des Beaux-Arts, Képzőművészeti Főiskola).
Sa célébrité rapide est due à ses scènes amusantes de la vie populaire, mais son œuvre comprend aussi des paysages de Szolnok et du lac Balaton. Régulièrement exposé à son époque à la Halle de l'art (Műcsarnok) à Budapest, il est aujourd'hui présent à la Galerie nationale hongroise avec plusieurs scènes de genre, ainsi que des paysages dans le style de Géza Mészöly (en).

## Galerie

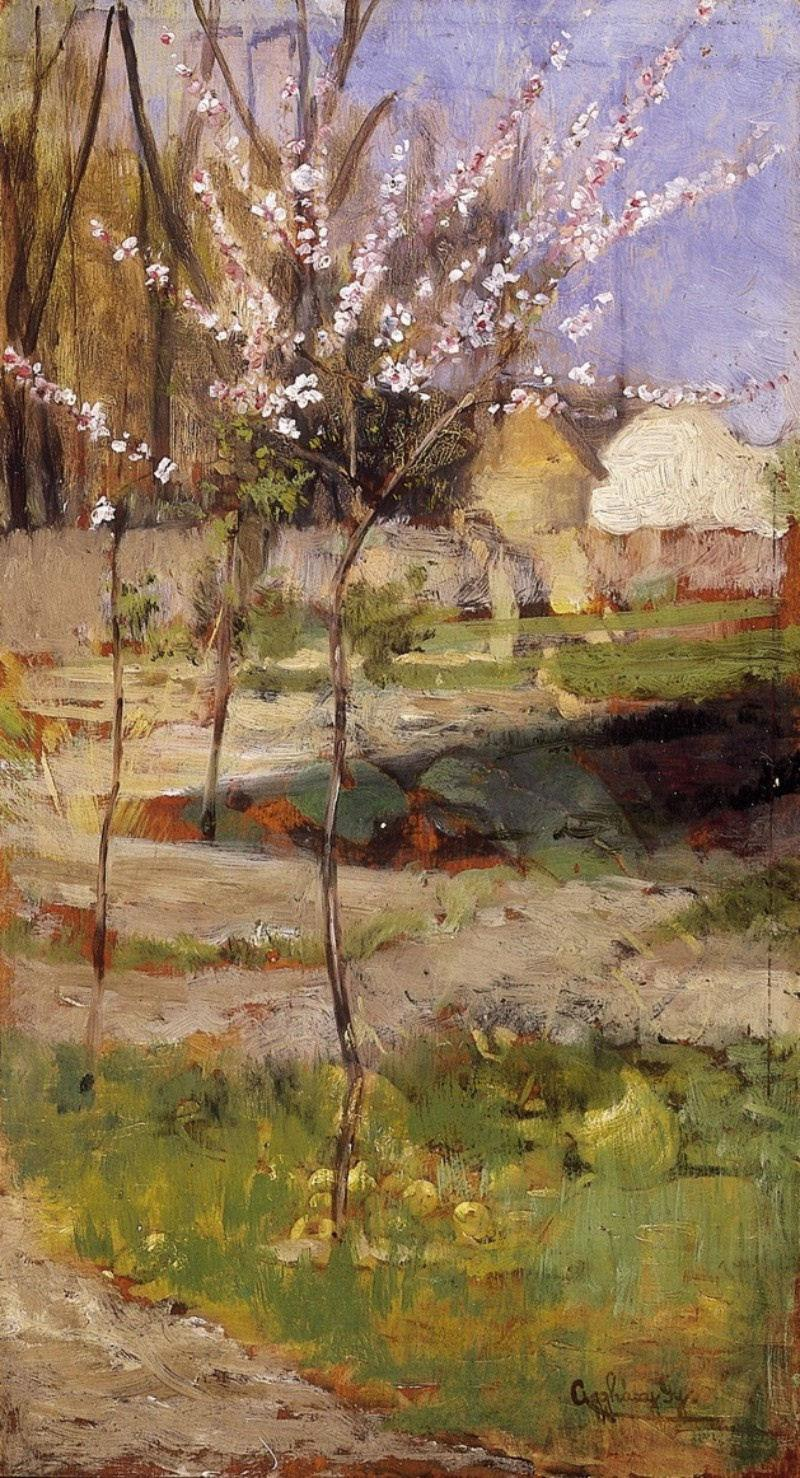
Pommiers en fleur (Virágzó almafák)
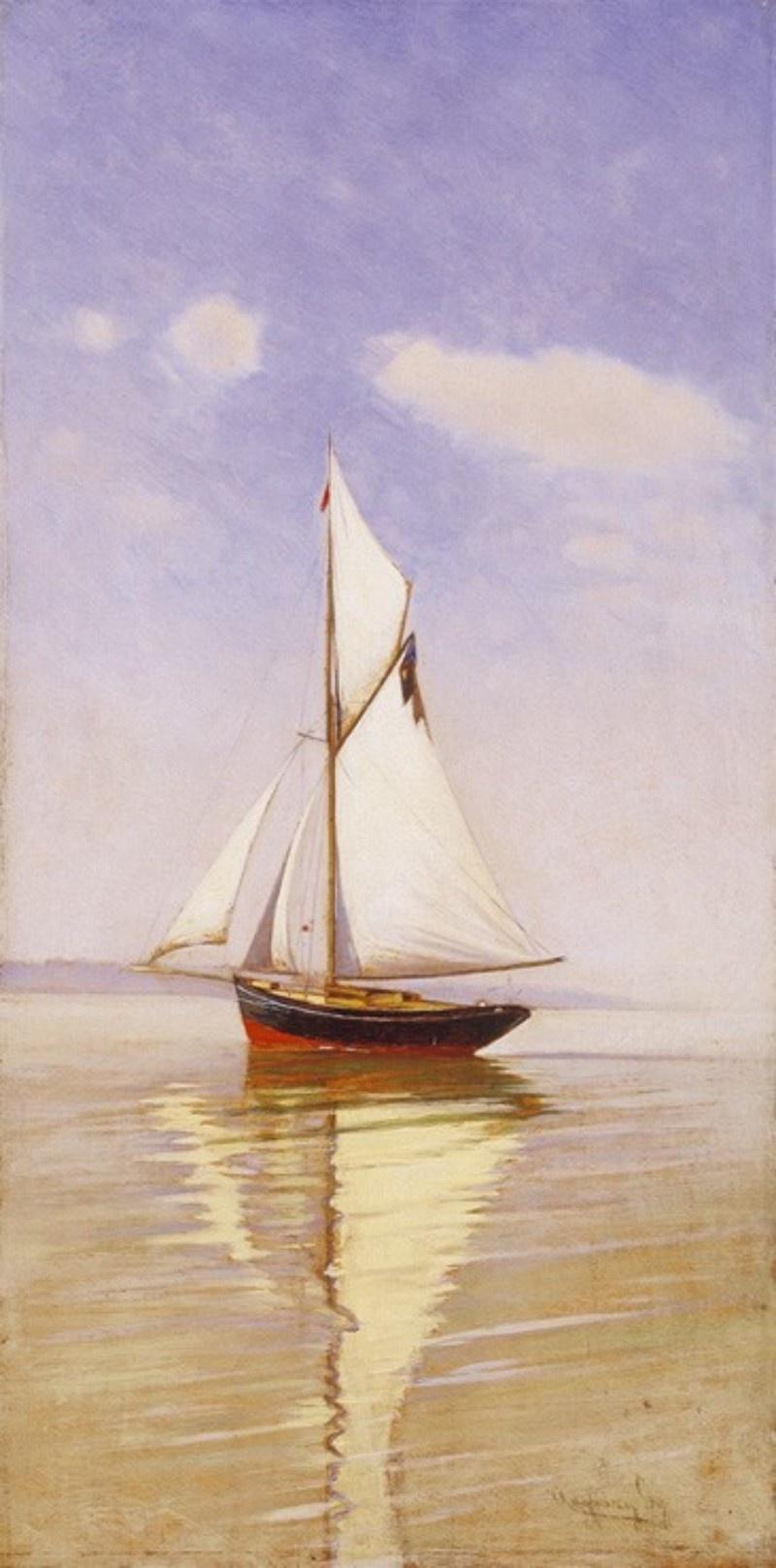
Le yacht du lac Balaton « Dodó » de feu l'evêque Ágoston Jánosi (»Dodó«, a néhai Jánosi Ágoston püspök balatoni yachtja)
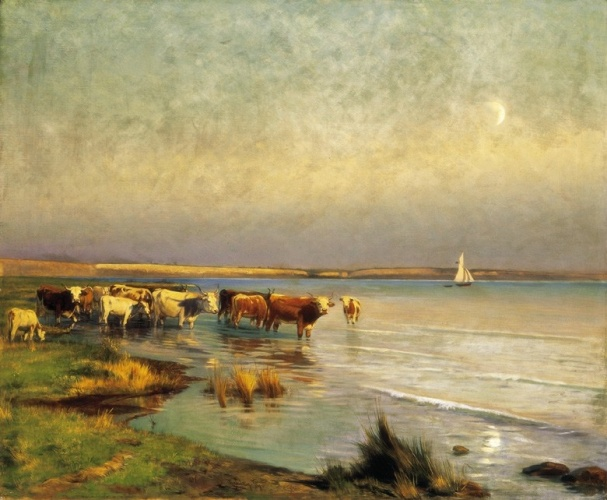
Vaches au bord du lac Balaton (Tehenek a Balaton-parton)
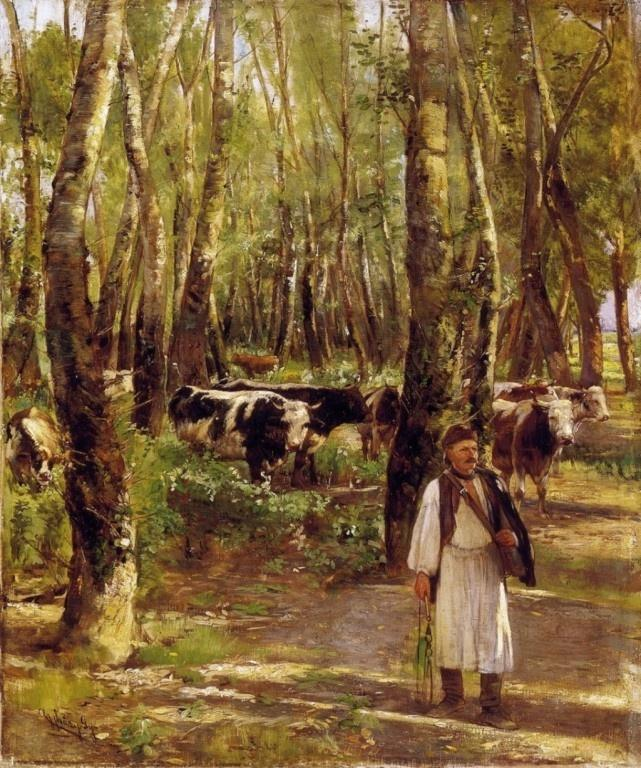
Lumières dans le bosquet (Fények a ligetben)
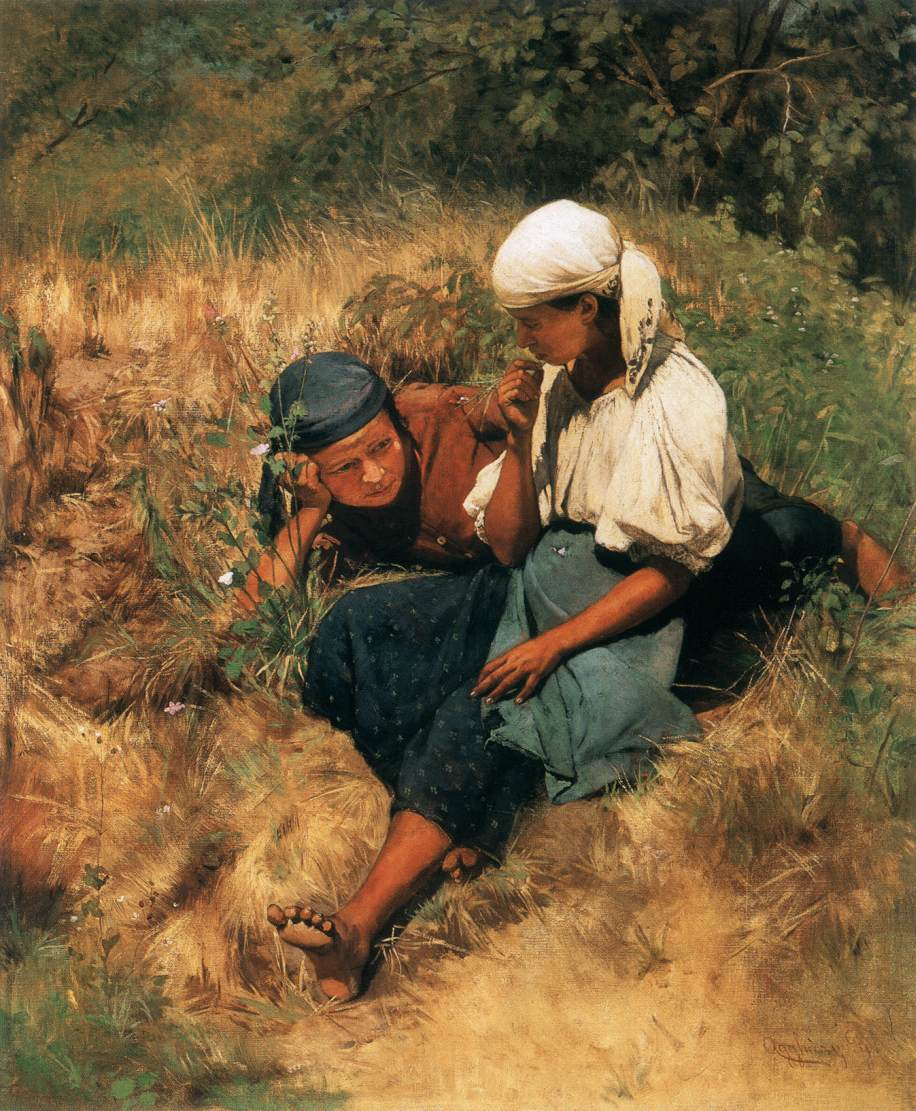
Dans un champ au soleil (Napfényes mezőn)
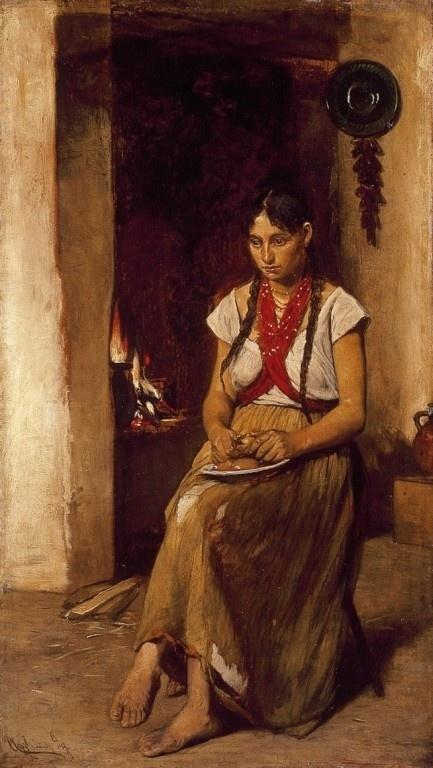
Jeune fille devant le foyer (Kislány tűzhely előtt)